# Marcus Baur
Marcus Baur (Kiel, 10 de mayo de 1971) es un deportista alemán que compitió en vela en la clase 49er.
Ganó dos medallas en el Campeonato Mundial de 49er, plata en 2000 y bronce en 2004, y tres medallas de oro en el Campeonato Europeo de 49er entre los años 1997 y 2003.
Participó en dos Juegos Olímpicos de Verano, ocupando el quinto lugar en Sídney 2000 y el noveno en Atenas 2004.

## Palmarés internacional
| \| Campeonato Mundial \| Campeonato Mundial \| Campeonato Mundial \| Campeonato Mundial \| \| Año \| Lugar \| Medalla \| Clase \| \| ------------------ \| ---------------------- \| ------------------ \| ------------------ \| \| 2000 \| Guaymas (México) \| Medalla de plata \| 49er \| \| 2004 \| Atenas (Grecia) \| Medalla de bronce \| 49er \| \| Campeonato Europeo \| \| \| \| \| Año \| Lugar \| Medalla \| Clase \| \| 1997 \| Weymouth (Reino Unido) \| Medalla de oro \| 49er \| \| 1999 \| Cascaes (Portugal) \| Medalla de oro \| 49er \| \| 2003 \| Laredo (España) \| Medalla de oro \| 49er \| |                        |                   |       |
| Campeonato Mundial |                        |                   |       |
| Año | Lugar                  | Medalla           | Clase |
| 2000 | Guaymas (México)       | Medalla de plata  | 49er  |
| 2004 | Atenas (Grecia)        | Medalla de bronce | 49er  |
| Campeonato Europeo |                        |                   |       |
| Año | Lugar                  | Medalla           | Clase |
| 1997 | Weymouth (Reino Unido) | Medalla de oro    | 49er  |
| 1999 | Cascaes (Portugal)     | Medalla de oro    | 49er  |
| 2003 | Laredo (España)        | Medalla de oro    | 49er  |